# Jackie Edwards (atleet)
 Jacqueline (Jackie) Edwards (Falmouth, 14 april 1971) is een Bahamaans atlete, die is gespecialiseerd in het verspringen. Ze nam vijfmaal deel aan de Olympische Spelen, maar haalde geen medaille. Edwards werd meermaals Bahamaans kampioene bij het verspringen.

## Biografie
Edwards werd geboren op Jamaica. Ze nam deel aan de wereldkampioenschappen van 1991. In de finale van het verspringen eindigde ze op een tiende plaats. Op de Olympische Spelen van 1992 in Barcelona raakte Edwards met een beste sprong van 6,41 m niet door de kwalificaties van het verspringen. 
In 1994 eindigde Edwards vierde bij de Gemenebestspelen; een jaar later eindigde ze op een derde plaats op de Pan-Amerikaanse Spelen 1995. 
Ook op de Olympische Spelen van 1996 in Atlanta kwam Edwards bij het verspringen niet door de kwalificatieronde. In 1998 nam ze opnieuw deel aan de Gemenebestspelen, waar ze naar een tweede plaats sprong. 
Op de Olympische Spelen van 2000 in Sydney bereikte Edwards de finale van het verspringen. Ze sprong 6,59 en werd daarmee zevende. 
Edwards nam ook nog deel aan de Olympische Spelen van 2004 en 2008, maar kwam bij het verspringen beide keren niet door de kwalificatierondes. In 2005 eindigde zij als negende op de WK in Helsinki.

## Titels
- Bahamaans kampioene verspringen – 1999, 2000, 2001, 2002, 2003, 2004, 2005, 2006, 2007

## Persoonlijke records
Outdoor
| Onderdeel          | Prestatie | Datum         | Plaats   |
| ------------------ | --------- | ------------- | -------- |
| verspringen        | 6,80 m    | 1 juni 1996   | San Jose |
| hink-stap-springen | 13,66 m   | 20 juni 1997  | Nassau   |
| 100 m              | 12,38 m   | 14 april 2007 | El Paso  |

Indoor
| Onderdeel   | Prestatie | Datum            | Plaats |
| ----------- | --------- | ---------------- | ------ |
| verspringen | 6,56 m    | 16 februari 2001 | Halle  |

## Palmares

### verspringen
Kampioenschappen
- 1991: 10e WK – 6,37 m
- 1994: 4e Gemenebestspelen – 6,68 m
- 1995:  Pan-Amerikaanse Spelen – 6,50 m
- 1997: 10e WK Indoor – 6,47
- 1998:  Gemenebestspelen – 6,59 m
- 1999:  Centraal-Amerikaans en Caraïbisch kampioenschap – 6,38 m
- 2000: 7e OS – 6,59 m
- 2002: 7e Gemenebestspelen – 6,19 m
- 2003:  Pan-Amerikaanse Spelen – 6,41 m
- 2005: 9e WK – 6,42 m
- 2006: 8e Gemenebestspelen – 6,46 m

Golden League-podiumplekken
- 2001:  Golden Gala – 6,28 m
- 2002:  ISTAF – 6,43 m